# Ближнє (Чернігівський район)
Бли́жнє — село в Україні, у Городнянській міській громаді Чернігівського району Чернігівській області. За 1,5 км від Ближнього знаходилося зняте 2013 року з обліку с. Марочкине.

## Історія
12 червня 2020 року, відповідно до розпорядження Кабінету Міністрів України № 730-р від «Про визначення адміністративних центрів та затвердження територій територіальних громад Чернігівської області», село увійшло до складу Городнянської міської громади.
19 липня 2020 року, в результаті адміністративно-територіальної реформи та ліквідації Городнянського району, село увійшло до складу Чернігівського району.

## Населення
Згідно з переписом УРСР 1989 року чисельність наявного населення села становила 47 осіб, з яких 16 чоловіків та 31 жінка.
За переписом населення України 2001 року в селі мешкало 30 осіб.
У 2021 році в селі не лишилося жодного жителя.

### Мова
Розподіл населення за рідною мовою за даними перепису 2001 року:
| Мова       | Кількість | Відсоток |
| ---------- | --------- | -------- |
| українська | 28        | 93.33%   |
| російська  | 2         | 6.67%    |
| Усього     | 30        | 100%     |